# هویا ۳۸۶۲۸

نمایی از سیارک هوپا ۳۸۶۲۸ (عکس از هابل)

سیارک ۳۸۶۲۸ (به انگلیسی: 38628 Huya، نامگذاری:2000EB173) سی و هشت هزار و ششصد و بیست و هشتمین سیارک کشف شده‌است که در ۱۰ مارس ۲۰۰۰ کشف شد.